# Карнизъм
Карнизмът (на английски: Carnism) е понятие, използвано в дискусиите върху човешките отношения към животните, обозначаващо преобладаващата идеология, която оправдава използването и консумацията на животински продукти и, по-специално, на месо.
Карнизмът се представя като доминираща система от възгледи, подкрепяна от различни защитни механизми и почти неоспорвани предположения. Терминът е представен през 2001 г. от социалната психоложка Мелани Джой  и е разпространен чрез книгата ѝ „Защо обичаме кучета, ядем прасета и носим кожи на крави“ (2009).
Централно място в идеологията според теорията намира приемането на яденето на месо като „нормално“, „необходимо“ и „естествено“. Важна черта на карнизма е класификацията само на някои видове животни като храна и приемането на практики с тези животни, които биха били отхвърлени като недопустими и жестоки, ако се прилагат с други видове. Класификацията е определяна от културните особености, затова например кучетата са ядени от някои хора в Източна Азия, но са домашни любимци на Запад, а кравите са ядени на Запад, но са закриляни в по-голямата част от Индия.

## Произход
Терминът „карнизъм“ е неологизъм, но идеята не е нова, защото през I век Плутарх се е опитвал вече да промени възприятието спрямо вегетарианството в трактата си „За яденето на месо“ и се е питал не защо някои отказвали да ядат животинска плът, а по-скоро защото толкова много хора го правят.
В днешни дни много мислители по етика към животните повдигат подобни въпроси. През 70-те години на миналия век традиционните възгледи за моралния статут на животните са били поставяни под въпрос от защитници на правата на животните, включително от психолога Ричард Райдър, който през 1970 г. въвел понятието видизъм. А в предговора към книгата си „Освобождение на животните“ от 1975 г. австралийският философ Питър Сингър отбелязва значението на хранителните, мисловните и речевите навици, които представляват според него последната пречка пред движението за освобождение на животните. Сингър е познат с популяризирането на термина видизъм. Видизмът е дискриминацията, базирана на вида, която приписва стойност и права на индивидите само въз основа на видовата им принадлежност.
През 2001 г. психоложката Мелани Джой измисля термина карнизъм за формата на видизъм, която според нея подкрепя използването на животните за храна и, по-специално, за убийството им за месо. Джой сравнява карнизма с патриархата, твърдейки, че и двете са доминиращи нормативни идеологии, които не са признавани заради тяхната вездесъщност:

"Не възприемаме яденето на месо така, както възприемаме вегетарианството – като избор, основан на набор от възгледи относно животните, света и нас самите. По-скоро го смятаме за даденост, нещо „естествено“, както винаги е било и винаги ще бъде. Ядем животни, без да мислим какво правим и защо, а то е, защото системата от възгледи, която лежи в основата на това поведение, е невидима. Тази невидима система от възгледи аз нарекох карнизъм."

## Същност
Според Джой карнизмът е „под-идеология на видизма така, както антисемитизмът, например, е под-идеология на расизма; това е специфичният израз на една по-широкообхватна идеология. Видизмът е етосът, или културният заден план, който прави карнизма възможен“. Може също да се мисли, че карнизмът е психологическо, описателно понятие (карнизмът е идеология, която променя начина, по който хората възприемат храната и животните), докато видизмът е философско, нормативно понятие.
Сандра Малке твърди, че карнизмът "заема централно място във видизма“, защото яденето на месо мотивира идеологическата обосновка на другите форми на експлоатация на животни.
Джой обяснява, че терминът „карнист“ не е пренебрежителен, а описателен. Точно както термините „будист“, „капиталист“ или „социалист“, които описват човек, който следва определена система от възгледи.
Според Джой, тъй като карнизмът е доминираща идеология, която е останала неназована и невидима, яденето на месо се счита за норма, а не за доброволен акт. Когато яденето на месо не е необходимо за оцеляването или доброто здраве, това се оказва избор, който за Джой произтича от изразени или неизразени вярвания. Джой твърди, че заради свойственото насилие на карнизма (производството на месо изисква значително насилие спрямо животни), идеологическата система се опира на набор от социални или психологически защитни механизми, които да изкривят възприятията на хората и да блокират тяхното съчувствие, докато се хранят с месо. По този начин идеологията позволява на обичайно съпричастни хора да участват, без да осъзнават какво правят, в това, което психоложката счита за нехуманни практики.
Джой казва, че карнизмът съществува в културите, където яденето на месо е избор, а не необходимост. Тя наблюдава, че в много култури хората имат тенденция да консумират малък брой животински видове и да считат останалите видове за отблъскващи. Според нея, въпреки че видовете „ядливи“ животни може да варират в различните култури, самата система от възгледи не се променя. Впрочем, тя твърди, че в съвременните общества, които консумират месо, изборът на видове, които една култура счита за ядливи, не се базира на логиката или на икономиката, а просто на кондициониране.
В есето си „Вегетарианството и неговите врагове“ Рьонан Ларю предлага определение на карнизма, което леко се различава от това на Мелани Джой, по-специално относно неговата невидимост. За Ларю карнизмът е:

„съвкупност от официални становища, целящи да оправдаят морално и дори да насърчат консумацията на животински продукти в името на религиозни, философски, медицински и екологически принципи.“

## Критика
Понятието карнизъм е било критикувано, защото може да бъде объркано – етимологически и етически. Латинският корен „carne“ значи „плът“, което може да изключи другите форми на експлоатация на животни, отхвърляни от веганите. Един от лидерите на аболиционисткото движение за правата на животните, Гари Франсионе, критикува идеята, че карнизмът е невидим. За него аргументът служи само да освободи от чувството за вина участниците в практики, които счита за неморални.

## Галерия
- Световна карта,указваща дали е позволено убийството на кучета за консумация
- Световна карта,указваща дали е позволено убийството на говеда за консумация
- Световна карта,указваща дали е позволено убийството на коне за консумация